# Шмуйло, Сергей Трофимович
Сергей Трофимович Шмуйло (3 апреля 1907, Овруч, ныне Житомирская область — 18 октября 1965, Москва) — советский военачальник, генерал-майор (1944).

## Начальная биография
Сергей Трофимович Шмуйло родился 3 апреля 1907 года в Овруче ныне Житомирской области.

## Военная служба

### Довоенное время
В сентябре 1927 года был призван в ряды РККА, после чего был направлен на учёбу в Украинскую кавалерийскую школу имени С. М. Будённого, где был курсантом и помощником командира взвода. После окончания школы в апреле 1930 года был направлен в 3-й кавалерийский полк (1-я кавалерийская дивизия), где исполнял должности командира взвода полковой школы, командира эскадрона и 2-го помощника начальника штаба полка.
В декабре 1935 года Шмуйло был переведён в 4-й кавалерийский полк, в котором служил на должности 1-го помощника начальника штаба и исполнял должность начальника штаба полка.
В ноябре 1938 года был направлен на учёбу в Военную академию имени М. В. Фрунзе, после окончания которой в ноябре 1939 года был назначен на должность заместителя начальника штаба 90-й стрелковой дивизии (15-й советский корпус), после чего принимал участие в боевых действиях во время советско-финской войны.
В апреле 1940 года был назначен на должность начальника 1-го отделения штаба 3-й кавалерийской дивизии (5-й кавалерийский корпус, Киевский военный округ), а в апреле 1941 года — на должность командира 34-го кавалерийского полка в составе этой же дивизии.

### Великая Отечественная война
С началом войны полк и дивизия принимали участие в ходе приграничного сражения, действуя северо-западнее города Броды. В июле 3-я кавалерийская дивизия вела боевые действия в районе городов Фастов и Белая Церковь, а в августе принимала участие в оборонительных боевых действиях в районе городов Ржищев и Канев.
В ноябре Шмуйло был назначен на должность начальника штаба 14-й кавалерийской дивизии, а с 28 мая по 9 июня 1942 года исполнял должность командира 2-го кавалерийского корпуса, находясь на которой, принимал участие в ходе Харьковского сражения, во время которого корпус в условиях окружения вёл тяжёлые оборонительные боевые действия на левом берегу реки Северский Донец. В июне корпус был расформирован, после чего личный состав был направлен на доукомплектование 5-го кавалерийского корпуса.
В июле был назначен на должность начальника штаба 3-го гвардейского кавалерийского корпуса, который вскоре участвовал в ходе Сталинградской битве, с января по февраль 1943 года — в Ростовской, а в августе — в Смоленской наступательных операциях. В ходе последней корпус был введён в прорыв в районе Ельни, а затем перерезал магистраль Смоленск — Рославль и после обхода Смоленска с юга вышел к реке Мерья в районе Ленино и Баево.
В ходе Белорусской наступательной операции корпус был введен в прорыв в районе Богушевского, после чего действуя в тылу противника, форсировал Березину в районе Студенка, после чего освободил города Молодечно, Лида и Гродно. Вскоре корпус принимал участие в ходе Млавско-Эльбингской и Восточно-Померанской наступательных операций.
В феврале 1945 года генерал-майор Сергей Трофимович Шмуйло был назначен на должность командира 10-й гвардейской кавалерийской дивизии, которая принимала участие в ходе Братиславско-Брновской наступательной операции, а также при освобождении городов Таланта, Трнава и Брно.
За умелое руководство вверенными ему кавалерийскими войсками в ходе этой операции и проявленные при этом высокие боевые качества командира генерал-майор Сергей Трофимович Шмуйло был награждён орденом Богдана Хмельницкого 2 степени.

### Послевоенная карьера
После окончания войны продолжил командовать дивизией в составе 4-го Кубанского казачьего кавалерийского корпуса. В мае — июле 1946 года корпус был преобразован в 4-ю гвардейскую Кубанскую казачью кавалерийскую дивизию, а Шмуйло был назначен на должность её командира, в октябре того же года — был назначен на должность начальника штаба 113-го, затем 5-го гвардейского стрелковых корпусов, дислоцированных в Приморском военном округе.
С марта 1947 года Шмуйло состоял в распоряжении Управления кадров Сухопутных войск и в июле был назначен на должность начальника отдела боевой подготовки штаба кавалерии Сухопутных войск, в ноябре 1949 года был вновь назначен на должность командира 4-й гвардейской Кубанской казачьей кавалерийской дивизии, а в апреле 1955 года — на должность командира 109-й гвардейской стрелковой дивизии, которая в июне 1957 года была преобразована в 109-ю гвардейскую мотострелковую дивизию.
Генерал-майор Сергей Трофимович Шмуйло в августе 1958 года был уволен в запас. 
Умер 18 октября 1965 года в Москве. Похоронен на Новодевичьем кладбище (6 уч. 24 ряд)).

## Награды
- Орден Ленина;
- Три ордена Красного Знамени;
- Орден Богдана Хмельницкого 2 степени;
- Орден Отечественной войны 1 степени;
- Два ордена Красной Звезды;
- Медали.